# Simon Bodrazic
Simon Bodrazic (* 21. März 2003) ist ein österreichischer Fußballtorwart.

## Karriere

### Verein
Bodrazic begann seine Karriere beim SV Frastanz. Zur Saison 2017/18 kam er in die AKA Vorarlberg, in der er in den folgenden vier Jahren sämtliche Altersstufen durchlief. Zur Saison 2021/22 wechselte er zum Zweitligisten FC Dornbirn 1913. Bei Dornbirn war er in jeder Saison hinter Lucas Bundschuh und Maximilian Lang dritter Tormann und kam primär für die Amateure in der fünfthöchsten Spielklasse zum Einsatz. Sein Debüt für die Profis in der 2. Liga gab er schließlich am 30. Spieltag der Saison 2021/22 gegen den FC Wacker Innsbruck. Dies sollte sein einziger Profieinsatz für Dornbirn bleiben. Nach der Saison 2022/23 verließ er den Verein.
Anschließend wechselte er zur Saison 2023/24 zum viertklassigen FC Hellas Kagran.

### Nationalmannschaft
Bodrazic spielte im September 2018 erstmals für eine österreichische Jugendnationalauswahl. Im September 2019 kam er gegen die Schweiz zu seinem einzigen Einsatz im U-17-Team.